# Robert Aldrich
Robert Aldrich (Cranston, Rhode Island, 9 d'agost de 1918 - Los Angeles, 5 de desembre de 1983) fou un director de cinema, escriptor i  productor estatunidenc, reconegut per treballs com ara Un petó mortal, El gran ganivet, Què se n'ha fet, de Baby Jane?, El vol del fènix, Hush… Hush, Sweet Charlotte o Els dotze del patíbul, entre d'altres. També va ser president de l'associació americana de directors (DGA) del 1975 al 1979.

## Biografia
Robert Burgess Aldrich va néixer a Cranston, Rhode Island, fill de Lora Lawson i l'editor Edward B. Aldrich. Era net del senador Nelson W. Aldrich i cosí de Nelson Aldrich Rockefeller. Va estudiar a la Moses Brown School. El 1941, va deixar la universitat per un treball menor a la RKO Radio Pictures.
Propmte va anar pujant de categoria i ja com assistent de direcció va treballar amb cineastes com Jean Renoir, Abraham Polonsky, Joseph Losey o Charlie Chaplin. Als anys 50 es va convertir en director de televisió, realitzant la seua primera obra The big leaguer el 1953. En aquesta època, Aldrich va ser un dels pocs creadors autors, tot deixant la seua visió liberal i humanista en nombrosos gèneres. És el cas de la pel·lícula noir Un petó mortal (1955) o de El gran ganivet (1955), una adaptació d'una obra de Clifford Odets sobre els negocis de Hollywood. També s'endinsa en el món militar amb Atac (1956).
Durant la dècada següent va dirigir nombrosos films, com la història de terror gòtic Què se n'ha fet, de Baby Jane? (1962) amb Bette Davis i Joan Crawford, la controvertida The Killing of Sister George (1968) o la bèl·lica Els dotze del patíbul (1967). Precisament, l'èxit de la darrera li va permetre muntar la seua pròpia productora durant un temps, encara que els mals resultats l'obligaren a retornar al Hollywood comercial. Tot i això, el seu humanisme liberal seguiria estant present en films com Ulzana's Raid (1972) o The Longest Yard.

## Filmografia
- Atrapada (Caught) (1949)
- Big Leaguer (1955) (director)
- World for Ransom (1954)
- Apatxe (1954) (director)
- Vera Cruz (1954) (director)
- Un petó mortal (1955) (director, productor)
- El gran ganivet (1955) (director, productor)
- Fulles de tardor (1956) (director)
- Atac (Attack) (1956) (director, productor)
- The Gamma People (1956) (guionista)
- Bèsties de la ciutat (1957) (director)
- Aposta suïcida (1959) (director, escriptor)
- The Angry Hills (1959) (director)
- L'últim capvespre (1961) (director)
- Sodoma i Gomorra (1962) (director)
- Què se n'ha fet, de Baby Jane? (1962) (director, productor)
- Quatre tipus de Texas (1963) (director, escriptor, productor)
- Hush… Hush, Sweet Charlotte (1964) (director, productor)
- El vol del fènix (1965) (director, productor)
- Els dotze del patíbul (1967) (director)
- La llegenda de Lylah Clare (1968) (director, productor)
- The Killing of Sister George (1968) (director, productor)
- The Greatest Mother of Them All (1969) (director, productor)
- What Ever Happened to Aunt Alice? (1969) (productor)
- Too Late the Hero (1970) (director, escriptor, productor)
- The Grissom Gang (1971) (director, productor)
- Ulzana's Raid (1972) (director)
- L'emperador del nord (1973) (director)
- The Longest Yard (1974) (director)
- Hustle (1975) (director, productor)
- Twilight's Last Gleaming (1977) (director)
- The Choirboys (1977) (director)
- El rabí de San Francisco (1979) (director)
- …All the Marbles (1981) (director)

### Televisió
- Schlitz Playhouse of Stars (1951) (director, 1 episodi)
- China Smith (1952) (director, 2 episodis)
- The Doctor (1952) (director, 1 episodi)
- Four Star Playhouse (1952) (director, 5 episodis)
- Hotel de Paree (1959) (director, 1 episodi)
- Adventures in Paradise (1959) (director, 2 episodis)

## Premis
- Ós d'argent de Berlin al millor director
- Lleó d'argent a la millor pel·lícula estrangera
- Premi dels crítics italians per Attack
- Pel·lícula Hochi per The Big Knife

I nominacions a la Palma d'Or del Festival de Cannes i als premis Laurel.